# Diva (dal)
A Diva (magyarul: Díva) című dal volt az 1998-as Eurovíziós Dalfesztivál győztes dala, melyet az izraeli Dana International adott elő héber nyelven. A dal producere Offer Nissim volt.

## Az Eurovíziós Dalfesztivál
A dalt nemzeti döntő nélkül választották ki, Danát az izraeli tévé kérte fel a feladatra. Transzszexualitása miatt e döntést Izraelben nagy vallási ellenállás övezte, és a verseny helyszínén, Birminghamben rendőri kíséretet is kapott emiatt.
A dal gyors tempójú, melyben az énekesnő mitikus női alakokat – Victoria, Aphrodité és Kleopátra – éltet.
A május 9-én rendezett döntőben a fellépési sorrendben nyolcadikként adták elő, a lengyel Sixteen együttes To takie proste című dala után, és a német Guildo Horn Guildo Hat Euch Lieb! című dala előtt. A szavazás során százhetvenkettő pontot szerzett, mely az első helyet érte a huszonöt fős mezőnyben. Ez volt Izrael harmadik győzelme.
A következő izraeli induló Eden Yom huledet (Happy Birthday) című dala volt az 1999-es Eurovíziós Dalfesztiválon.
A következő győztes a svéd Charlotte Nilsson Take Me to Your Heaven című dala volt.

## Slágerlistás helyezések
| Slágerlisták (1998) | Lh.* |
| ------------------- | ---- |
| Ausztria            | 37   |
| Belgium Flandria    | 2    |
| Belgium Vallónia    | 4    |
| Egyesült Királyság  | 11   |
| Finnország          | 7    |
| Franciaország       | 59   |
| Hollandia           | 11   |
| Norvégia            | 12   |
| Svájc               | 15   |
| Svédország          | 3    |

*Lh. = Legjobb helyezés.

## Külső hivatkozások
- Dalszöveg
- YouTube videó: A Diva című dal előadása a birminghami döntőn